# Vasyl Stus
Vasyl Semenovych Stus (em ucraniano:  Васи́ль Семе́нович Стус; 6 de janeiro de 1938, Rakhnivka, RSS ucraniana - 4 de setembro de 1985, Perm-36, Kuchino, RSFS russa ) foi um poeta ucraniano, tradutor, crítico literário, jornalista e membro activo do movimento dissidente ucraniano. Pelas suas convicções políticas as suas obras foram proibidas pelo regime soviético e ele passou 13 anos detido até à sua morte em Perm-36 - depois um campo de trabalhos forçados soviético para prisioneiros políticos, posteriormente Museu de História da Repressão Política - depois de declarar greve de fome em 4 de setembro de 1985. Em 26 de novembro de 2005, o presidente ucraniano Viktor Yushchenko concedeu-lhe postumamente o título nacional mais alto: Herói da Ucrânia . Stus é amplamente considerado um dos principais poetas da Ucrânia.

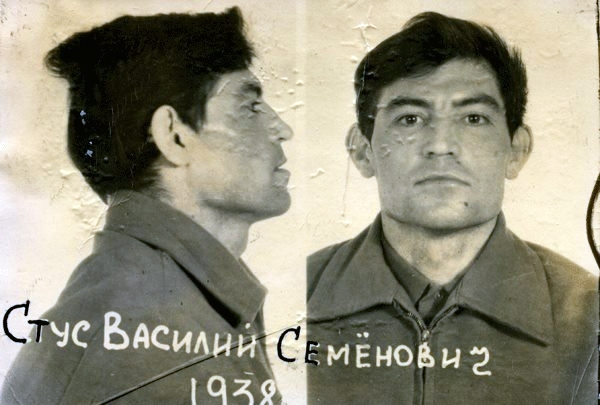
A foto de Stus tirada pela KGB em 1980

## Legado

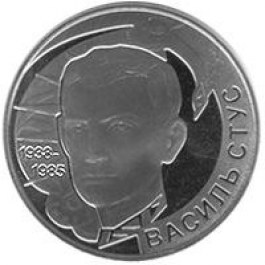
Moeda comemorativa emitida pelo Banco Nacional da Ucrânia em homenagem a Stus.

Em 1985, um comité internacional de académicos, escritores e poetas indicou Stus para o Prémio Nobel de Literatura de 1986, mas ele morreu antes que a indicação se materializasse.
Em 19 de novembro de 1989, os restos mortais de Vasyl Stus, Oleksa Tykhy e Yury Lytvyn foram trazidos de volta a Kiev e re-enterrados no cemitério de Baikove numa cerimónia com a presença de mais de 30.000 pessoas.
Em janeiro de 1989, o primeiro Prémio Vasyl Stus não governamental foi concedido por “talento e coragem”. Este prémio foi instituído pela Associação Ucraniana da Independent Creative Intelligentsia e é atribuído todos os anos na data de nascimento do poeta em Lviv .  Em 1993, Stus recebeu postumamente o Prémio Estadual Taras Shevchenko de Literatura.
Em 8 de janeiro de 2008, o Banco Nacional da Ucrânia emitiu uma moeda comemorativa dedicada a Vasyl Stus e em 25 de janeiro de 2008 a Ukrposhta emitiu um selo em sua memória.
Em dezembro de 2008, um grupo de actuais e ex-alunos da Universidade Nacional de Donetsk enviou um apelo ao Ministro da Educação, Ivan Vakarchuk, pedindo que a universidade recebesse o nome de um de seus ex-alunos, Vasyl Stus. O Ministro apoiou a iniciativa e dirigiu-se ao Reitor da Universidade com um pedido para debater o assunto junto do corpo docente e do Conselho Académico. Em 17 de fevereiro de 2009, 62 dos 63 membros do conselho académico da universidade votaram contra a renomeação da universidade para Vasyl Stus ou Volodomyr Degtyaryov (61 votaram contra), 63 votaram por não mudar o nome do instituto. Em 13 de fevereiro de 2009, representantes dos alunos da universidade votaram da mesma forma. A Universidade Nacional de Donetsk, transferida para Vinnytsia devido à Guerra em Donbass, acabou por ser renomeada em homenagem a Stus em 10 de junho de 2016. O novo nome foi aprovado por 75 votos em 105 do conselho académico da universidade.
Depois de ser assumido pelos rebeldes pró-russos durante a Guerra em Donbass, o prédio da universidade em Donetsk removeu a sua placa comemorativa de Stus em 2015.
Stus é muito conceituado entre os intelectuais da Ucrânia.

## 30em
1. ↑  (em ucraniano) Про присвоєння В. Стусу звання Герой України| від 26.11.2005 № 1652/2005
2. 1 2  Jubilee Coin "Vasyl Stus ", National bank of Ukraine
3. ↑  Vasyl Stus - His Life, the Canadian Institute of Ukrainian Studies (March 01, 1999)
4. ↑  Tykhy Oleksa (Oleskiy Ivanovych), Dissident Movement in Ukraine
5. ↑  Stus, Vasyl Semenovych, Dissident Movement in Ukraine
6. ↑  Stus, Vasyl Semenovych, Dissident Movement in Ukraine
7. ↑  70th Birth Anniversary of Vasil Stus, FSU Postage Stamps Catalogue
8. ↑  Yulia Tymoshenko Bloc opposing Vakarchuk's dismissal, Kyiv Post (24 June 2009)
9. ↑  When silence is a crime (about Vasyl Stus) by Halya Coynash, UNIAN (February 27, 2009)
10. ↑  On 5 February 2009 National Deputy Olena Bondarenko presented a new initiative: to name the university after Volodomyr Degtyaryov, the First Secretary of the Donetsk Regional Party Committee from 1963 to 1976. The initiative was endorsed by some other National Deputies, including the leader of the Party of the Regions Viktor Yanukovych, Mykola Azarov and others (source: When silence is a crime (about Vasyl Stus) by Halya Coynash, UNIAN (February 27, 2009)).
11. ↑  (em ucraniano) Донецький національний університет відмовився від Василя Стуса, ZIK (February 17, 2009)
12. ↑  Ukraine Today website, June 10, 2016.
13. ↑  Coynash, Halya (20 de junho de 2016). «Donetsk University Finally Named After Great Ukrainian Poet Vasyl Stus». Kharkiv Human Rights Protection Group
14. ↑  Cult of Stalin sweeps back into Ukraine's Donetsk rebel 'republic', The Daily Telegraph (19 Oct 2015)
15. ↑  Famous Ukrainians of all times Arquivado em 2014-07-14 no Wayback Machine, Sociological group "RATING" (2012/05/28)
16. ↑  Top 11-100, Velyki Ukraïntsi